# 香港1997—屠殺令
《香港1997—屠殺令》（英語：Hong Kong '97，或記為）是一部1994年美國政治動作驚悚片，由亞伯特·派努執導，藍道爾·豐塔納（Randall Fontana）編劇，羅伯特·派屈克、溫明娜、布瑞恩·詹姆斯及提姆·湯默森主演，講述1997年香港交接儀式的夜裡，一名英國殺手刺殺中國高官，為此遭到通緝，被人陷害的他必須設法逃往海外。電影1994年11月9日在美國以錄影帶首映發行。

## 劇情
1997年6月30日夜裡，正值香港交接儀式，香港社會動盪不安，四處都有抗議的群眾，還有許多人打算離開香港。英國籍殺手雷金納德·卡麥隆進入一間俱樂部殺死了中国人民解放军高官吳將軍。雷金的朋友傑克與賽門敦促他逃離香港，以免遭到報復。更麻煩的是，隨著英國統治於7月1日到期，中國軍隊將在午夜開始進入這座城市，在網路上遭到高額通緝的雷金必須設法脫身。
為躲避暗殺，雷金躲進前未婚妻張凱蒂及其爺爺張思開設的武術道館，並試圖找出是誰在陷害他。凱蒂向雷金透露，她的祖父在冷戰期間從紅軍叛逃，一旦中國統治被香港，她將被通緝。她們兩人計劃在午夜之前逃往馬來西亞。在接到賽門的電話後，凱蒂擔心雷金會連累她們，所以要他離開。
在與賽門和傑克見面的路上，許多殺手追殺著雷金。賽門和傑克的車子成功接走了雷金，他們解釋說，雷金暗殺吳將軍一舉讓三合會人士企圖殺害他。他決定與凱蒂和張思一起飛往馬來西亞。在途中，賽門向傑克透露，雷金11歲時目睹自己的父母在印度被謀殺，使得被英國政府收養的雷金在陸軍度過成長期，最終成為不關心任何附帶損害的殺手。
在機場，雷金準備和凱蒂和張思一同登機時遭遇殺手伏擊；賽門開車帶雷金、凱蒂和張思逃離此處，傑克在反擊過程中槍身亡。雷金一行人前往碼頭搭機動船躲避大批殺手，其中雷金的門生兼愛人莉協助他們逃脫時陣亡。張思手臂中槍而急需醫療，他們不得已前往中國在碼頭的檢查站療傷。張思接受了傷口治療，並告訴其他人到甘迺迪港（Kennedy Port）與他會合。
他們最終前往雷金和賽門的公司，入侵中央電腦改寫雷金的追殺令，以便於他們逃離香港。賽門更改後，網路標記雷金已死，該賞金轉給賽門。兩人的同事馬肯·古德柴爾德現身並透露，是他對雷金下令殺死吳將軍，使公司得以進行一場價值千億元的交易、股票大漲，馬肯將成為全亞洲最有權勢的人。雷金和賽門利用凱蒂使馬肯分心，趁機與對方的人馬發生槍戰。雷金與馬肯在電梯內纏鬥，馬肯佔上風時，凱蒂從打開的電梯門外開槍射殺了馬肯。
1997年7月1日當天上午7點34分，雷金、凱蒂、賽門到甘迺迪港與張思會合，四人成功搭船逃離香港。同時，中國接管香港後，商業秩序回歸正常。

## 演員
- 羅伯特·派屈克飾演雷金納德·卡麥隆（Reginald Cameron）[1]
- 布瑞恩·詹姆斯飾演賽門·亞歷山大（Simon Alexander）
- 提姆·湯默森飾演傑克·麥格勞（Jack McGraw）
- 溫明娜飾演張凱蒂（Katie Chun）
- 邱秋月（Selena Chau-yuet You）飾演莉（Li）
- 李名炀（Ming-Yang Li）飾演張思（Chun）
- 安德烈·狄沃夫飾演馬肯·古德柴爾德（Malcolm Goodchild）
- 梁榮忠飾演周強尼（Johnny Chow）
- 查德·史塔赫斯基飾演良（Leong）
- 泰芮·康恩（英语：Terri Conn）飾演吳將軍（General Wu）的保鑣

## 製作
電影背景雖然設定在香港，但片中的幾個關鍵場景是在導演亞伯特·派努準備《機械格鬥戰場》（Heatseeker，1995年）的同時在菲律賓拍攝，並連同《霹靂悍妞》（Spitfire）一起與《香港1997-屠殺令》背對背拍攝。

## 備註
1. ↑  電影畫面此處的字卡被誤植成1997年7月30日。

## 外部連結
- 互联网电影数据库（IMDb）上《香港1997—屠殺令》的资料（英文）